# Parque nacional de Ängsö
El parque nacional de Ängsö (en sueco: Ängsö nationalpark) es un espacio protegido de Suecia con el estatus de parque nacional desde el año 1909, que fue ampliado en el año 1988. Se encuentra en un Skärgård (Escollo) de Estocolmo, entre Norrtälje (la localidad más cercana) y la ciudad de Estocolmo. El parque es accesible solo por vía marítima. Posee una superficie de 168 hectáreas.